# 中村帆高
中村 帆高（なかむら ほたか、1997年8月12日 - ）は、神奈川県横須賀市出身のプロサッカー選手。Jリーグ・FC町田ゼルビア所属。ポジションはディフェンダー（DF）。

## 経歴

### プロ入り前
小学校2年の時にサッカーを始め、横浜F・マリノスのアカデミーを経て日大藤沢高校に進学。高校3年次にレギュラーポジションを掴みインターハイにも出場したがJクラブからは注目される存在では無かった。その為、日大藤沢高校でサッカーを辞める予定であったという。しかし、日大藤沢高サッカー部監督の説得もあり、同級生の小野寺健也の付き添いで仕方なく明治大学体育会サッカー部のセレクションを受けると、明治大監督の栗田大輔の目にとまりセレクションに合格。一時は両親に「サッカーをやりたくない」と打ち明けるなど悩んだが、最終的に明治大への進学を決意した。
2016年、明治大学に進学し体育会サッカー部に入部 する。2年次まではセカンドチームで過ごしたが、3年次に右サイドバックでレギュラーを獲得し、総理大臣杯優勝に貢献。4年次は右ウイングバックを務めて、チームを牽引した。また4年次の2019年6月には、ユニバーシアード日本代表に選出されて、ユニバーシアードで金メダルを獲得。同年8月、2020年からのFC東京へ加入が内定し、同時にJFA・Jリーグ特別指定選手に承認された。

### FC東京
2020年よりFC東京に入団。2月23日、J1第1節の清水エスパルス戦にて左サイドバックとして先発に起用され、Jリーグ初出場を果たした。コロナ禍によるリーグ戦中断とその後の過密日程に加え、右サイドバックの室屋成が海外移籍したことにより、右サイドバックとしては中村拓海と、左サイドバックとしては小川諒也とポジションを分け合う形となった。12月12日、第31節のサンフレッチェ広島戦でプロ入り初ゴールを決めて勝利に貢献した。
2021年シーズンも引き続き中村拓海、小川諒也とのポジション争いが続く中、第7節のアウェイ名古屋グランパス戦で右ひざ半月板を損傷。手術と続く6ヶ月のリハビリを経て、第37節のサンフレッチェ広島戦で復帰した。
2022年シーズンはアルベル新監督のもと、シーズン序盤は渡邊凌磨がミッドフィールダー登録ながらサイドバックとして起用され、さらに前年9月に東京へ復帰した長友佑都とのポジション争いもあって、中村は交代要員となることが多かった。第12節に先発復帰 して以降は連続して出場機会を得たが、第19節のホームアビスパ福岡戦で負傷し途中交代となった。離脱中に小川諒也が海外移籍した一方で左サイドバックにバングーナガンデ佳史扶が台頭し、シーズン後半は引き続き右サイドバックのポジションを長友と争う形が続いた。
2023年はリーグ戦序盤で右大腿二頭筋を負傷 したものの、9試合中7試合に先発した。第10節ホームアルビレックス新潟戦の終了直前に右アキレス腱断裂の重傷を負い、シーズン終了までリハビリが続くことになった。同年8月28日、大学時代より交際していたアナウンサーの舘山聖奈（関西テレビ）と結婚したことを発表した。

### FC町田ゼルビア
2024年12月30日、 J1リーグ・FC町田ゼルビアに完全移籍で加入

## 所属クラブ
- 2005年7月 - 2006年 FC高坂
- 2007年 - 2009年 横浜F・マリノスプライマリー追浜
- 2010年 - 2012年 横浜F・マリノスジュニアユース追浜
- 2013年 - 2015年 日本大学藤沢高等学校
- 2016年 - 2019年 明治大学
  - 2019年8月 - 同年12月  FC東京（特別指定選手）
- 2020年 - 2024年  FC東京
- 2025年 -  FC町田ゼルビア

## 個人成績
| 国内大会個人成績 | 国内大会個人成績 | 国内大会個人成績 | 国内大会個人成績 | 国内大会個人成績 | 国内大会個人成績 | 国内大会個人成績 | 国内大会個人成績 | 国内大会個人成績 | 国内大会個人成績 | 国内大会個人成績 | 国内大会個人成績 |
| 年度             | クラブ           | 背番号           | リーグ           | リーグ戦         | リーグ戦         | リーグ杯         | リーグ杯         | オープン杯       | オープン杯       | 期間通算         | 期間通算         |
| 年度             | クラブ           | 背番号           | リーグ           | 出場             | 得点             | 出場             | 得点             | 出場             | 得点             | 出場             | 得点             |
| 日本             | 日本             | 日本             | 日本             | リーグ戦         | リーグ戦         | リーグ杯         | リーグ杯         | 天皇杯           | 天皇杯           | 期間通算         | 期間通算         |
| ---------------- | ---------------- | ---------------- | ---------------- | ---------------- | ---------------- | ---------------- | ---------------- | ---------------- | ---------------- | ---------------- | ---------------- |
| 2019             | 明治大           | 2                | -                | -                | -                | -                | -                | 1                | 0                | 1                | 0                |
| 2020             | FC東京           | 37               | J1               | 28               | 1                | 3                | 0                | -                | -                | 31               | 1                |
| 2021             | FC東京           | 37               | J1               | 8                | 0                | 1                | 0                | 0                | 0                | 9                | 0                |
| 2022             | FC東京           | 37               | J1               | 22               | 0                | 6                | 0                | 1                | 0                | 29               | 0                |
| 2023             | FC東京           | 2                | J1               | 7                | 1                | 1                | 0                | 0                | 0                | 8                | 1                |
| 2024             | FC東京           | 2                | J1               | 19               | 0                | 2                | 0                | 2                | 0                | 23               | 0                |
| 2025             | 町田             | 88               | J1               |                  |                  |                  |                  |                  |                  |                  |                  |
| 通算             | 日本             | 日本             | J1               | 84               | 2                | 13               | 0                | 3                | 0                | 100              | 1                |
| 通算             | 日本             | 日本             | 他               | -                | -                | -                | -                | 1                | 0                | 1                | 0                |
| 総通算           | 総通算           | 総通算           | 総通算           | 84               | 2                | 13               | 0                | 4                | 0                | 101              | 2                |

- 2019年 特別指定選手としての公式戦出場は無し

| 国際大会個人成績 | 国際大会個人成績 | 国際大会個人成績 | 国際大会個人成績 | 国際大会個人成績 |
| 年度             | クラブ           | 背番号           | 出場             | 得点             |
| AFC              | AFC              | AFC              | ACL              | ACL              |
| ---------------- | ---------------- | ---------------- | ---------------- | ---------------- |
| 2020             | FC東京           | 37               | 6                | 0                |
| 通算             | AFC              | AFC              | 6                | 0                |

その他の国際公式戦
- 2020年
  - AFCチャンピオンズリーグ2020・プレーオフ 1試合0得点
- プロ公式戦初出場 - 2020年1月28日 ACLプレーオフ セレス・ネグロスFC戦（東京スタジアム[注釈 1]）
- Jリーグ初出場 - 2020年2月23日 J1 第1節 清水エスパルス戦（IAIスタジアム日本平）
- Jリーグ初得点 - 2020年12月12日 J1 第31節 サンフレッチェ広島戦（味の素スタジアム）

## タイトル

### クラブ
明治大学
- 総理大臣杯全日本大学サッカートーナメント：2回（2018年、2019年）
- 関東大学サッカーリーグ戦：1回（2019年）
- 全日本大学サッカー選手権大会：1回（2019年）
- 東京都サッカートーナメント：1回（2019年）

FC東京
- Jリーグカップ：1回（2020年）

### 代表
ユニバーシアード日本代表
- 夏季ユニバーシアード（2019年（英語版））

### 個人
- 関東大学サッカーリーグ戦・ベストイレブン（2019年）

## 代表歴
- ユニバーシアード日本代表
  - 2019年 夏季ユニバーシアード（英語版）（優勝）
- U-23日本代表
  - トレーニングキャンプ（2020年）